# Reinhard Fabisch
Reinhard Fabisch (Schwerte, 19 de agosto de 1950 – Münster, 12 de julio de 2008) fue un jugador y entrenador de fútbol alemán. Entrenó a equipos de Qatar, Malta, Tunisia, Nepal, Oman, Emiratos Árabes Unidos y Zimbabwe y selecciones de Zimbabwe, Kenia y Benin.

## Trayectoria
Como jugador, Fabisch jugó en el Borussia Dortmund entre 1969 y 1971 aunque no jugó ningún partido con el primer equipo.
Fabisch comenzó a entrenador como ayudante en el Tennis Borussia Berlin y el SG Union Solingen.
Fabisch tuvo tres temporadas como entrenador en la Selección de Kenia. En 1987, dirigió a los Harambee Stars hasta la final contra la Egipto en los Juegos Panafricanos, en 1997 volvió al cargo en la fase de clasificación para el Mundial de 1998. En su tercera etapa con la selección keniata, sustituyó a Christian Chukwu en 2001 y, durante la Copa CECAFA llevó a Kenia hasta la final, perdiendo contra Etiopía. Dimitió en junio de 2002.
Anteriormente, había dirigido a la selección de Zimbabwe, así como el Emirates Club, y el Fujairah, ambos de la UAE.
Se convirtió en seleccionador de Benín en diciembre de 2007. Se vio envuelto en una polémica por amaño de partidos, tras afirmar que le pidieron arreglar un resultado. Dejó el cargo en mayo de 2008.

## Muerte
Reinhard Fabisch falleció de un cáncer en Alemania el 12 de julio de 2008. Tuvo un hijo Jonah con su mujer zimbabweana. La familia vivía en Alemania.

## Clubes
| Club                   | País                   | Año       |
| ---------------------- | ---------------------- | --------- |
| Kenia                  | Kenia                  | 1987      |
| Zimbabwe               | Zimbabue               | 1992-1994 |
| Mamelodi Sundowns F.C. | Sudáfrica              | 1996      |
| Kenia                  | Kenia                  | 1997      |
| Kenia                  | Kenia                  | 2001-2002 |
| Emirates Club          | Emiratos Árabes Unidos | 2005–2006 |
| Fujairah               | Emiratos Árabes Unidos | 2006–2007 |
| Benín                  | Benín                  | 2007-2008 |